# Anzacia daviesae
Anzacia daviesae är en spindelart som beskrevs av Vladimir I. Ovtsharenko och Norman I. Platnick 1995. Anzacia daviesae ingår i släktet Anzacia och familjen plattbuksspindlar.
Artens utbredningsområde är Queensland. Inga underarter finns listade i Catalogue of Life.